# 高保融
南平貞懿王高保融（920年—960年），字德長，五代時期荊南君主（渤海郡王、南平王）。為高從誨之第三子。
後漢隱帝劉承祐乾祐元年（948年），南平王高從誨去世，高保融繼位。不久，即被後漢任命為荊南節度使、同平章事、兼侍中。後周太祖郭威廣順元年（951年），被封為渤海郡王。顯德元年（954年），再被進封為南平王。
高保融個性遲鈍緩慢，沒有什麼才能，無論事情大小，皆委由其弟高保勗決定。宋太祖趙匡胤建隆元年（960年），宋朝建立後，高保融愈發感到恐懼，因此一年之間三次進貢。同年，因病去世，贈太尉，諡貞懿王。其子高繼沖年紀尚小，因此遺命高保勗繼位。

## 家庭

### 子女

#### 子
1. 侍中高繼沖
2. 高繼充

| 前任： 父文獻王高从诲 | 南平君主 948-960 | 繼任： 弟高保勖 |